# Estácio Coimbra
Estácio de Albuquerque Coimbra (Barreiros, 2 octobre 1872 - Rio de Janeiro, 9 novembre 1937) était un avocat et homme d'État brésilien.

## Biographie
Fils de João Coimbra et de Francisca de Albuquerque Belo Coimbra, il a étudié à la Faculté de droit de Recife d'où il sort diplômé en 1892. De retour dans sa ville natale pour exercer le droit, il adopte en parallèle une activité politique. Fondateur du Parti républicain de Barreiros, il fut élu maire en 1894, représentant de l’État en 1895, et sénateur fédéral en 1899 quand il était politiquement lié à Rosa e Silva, vice-président de la République durant le mandat de Manuel Ferraz de Campos Sales entre 1898 et 1902. Sa carrière marque un fait curieux, à savoir que, en 1907, Estácio Coimbra cumule les mandats de sénateur fédéral et de député de l’État.
En tant que président de l'Assemblée législative du gouvernement de l'État de Pernambouc il assume la présidence de l’État entre le 6 septembre et le 13 décembre 1911, tandis que de nouvelles élections sont effectuées en raison de la démission du gouverneur et du refus du vice-gouverneur de lui succéder. De nouveaux affrontements, le conduiront à quitter le gouvernement. Il revint en politique en tant que membre du Congrès dans les années 1915, 1918 et 1921 et a été élu vice-président sur le ticket de Artur da Silva Bernardes en 1922.